# Fexofénadine
La fexofénadine est un antihistaminique H1 d'action rapide et prolongée. Sous forme de chlorhydrate, il est utilisé dans le traitement du rhume des foins et des rhinites allergiques similaires, ainsi que dans le traitement de l'urticaire idiopathique chronique. Il a été développé par le laboratoire Sanofi-Aventis comme successeur et substitut de la terfénadine (en), un antihistaminique aux effets indésirables cardiaques qui pouvaient être fatals.
La posologie moyenne est de 120 mg par jour.